# Alcinópolis
Alcinópolis este un oraș în statul Mato Grosso do Sul (MS), Brazilia.